# بازيليكا دي كانديلاريا

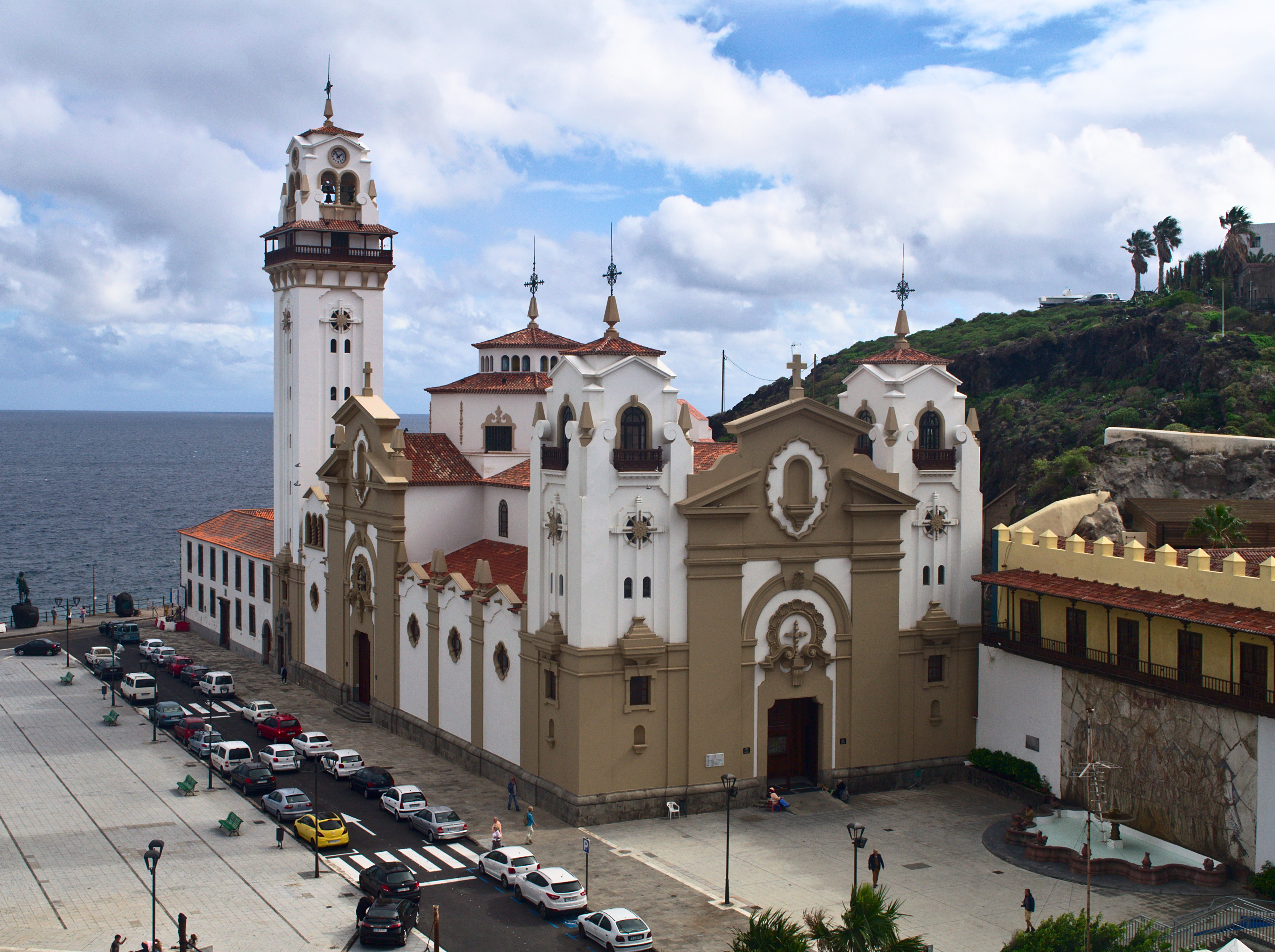
بازيليكا دي كانديلاريا.

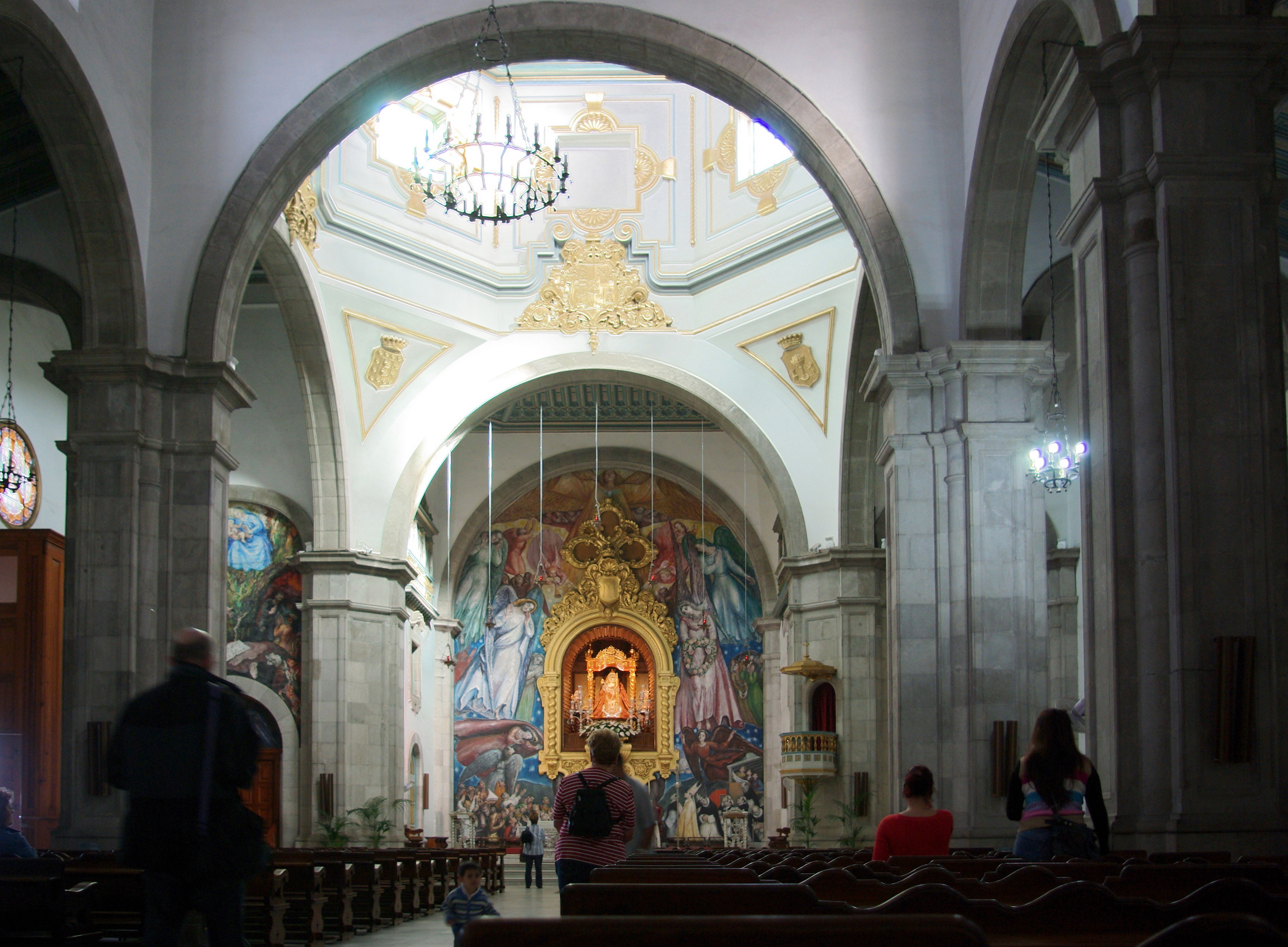
داخل الكنيسة.

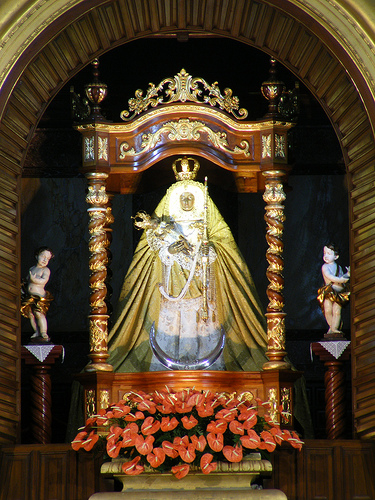
صورة للعذراء من كانديلاريا, شفيع لجزر الكناري.

بازيليكا دي عذراء من كانديلاريا (بالإسبانية: Basílica y Real Santuario Mariano de Nuestra Señora de la Candelaria) هي من الأضرحة الكاثوليكية الرئيسية في مدينة كانديلاريا والتي تقع في الساحل الجنوبي الشرقي لجزيرة تينيريفي. وتعتبر من أهم المزارات التي يؤمها الحجاج الكاثوليك في جزر الكناري وواحدة من أهم الكنائس التي أطلقت على اسم مريم العذراء، وذلك لأن في داخلها صورة كبيرة مريم العذراء (لعذراء سيدة كانديلاريا، راعية جزر الكناري) كما تعتبر بازيليكا كانديلاريا الكنيسة الأكبر في جزر الكناري.

## تاريخ
تقول الاسطورة انه تم العثور على صورة خشبية للعذراء في عام 1390 من قبل اثنين من القساوسة في غوانش. وبسبب المعجزات والعجائب، بحيث اعتبرت صورة العذراء هذه إحدى الخوارق. فصورة غوانش التي انتقلت من الكهف الذي اكتشفت فيه إلى القصر الملكي بعد الغزو الإسباني للجزر قيل انها انتقلت قبل ذلك إلى مغارة أخرى تقع خلف الكنيسة الحالية. وبعد فترة قصيرة بدأ بناء الكنائس الصغيرة في المنطقة. وفي 1672 تم بناء معبد كبير يتسع لآلاف الحجاج، ولكن تم تدميره بسبب حريق هائل وقع في عام 1789. وبعد إعادة بنائها مرة أخرى تدمرت أجزاء واسعة منها في فيضان عام 1826، تم بناء الكنيسة الحالية على الموقع من السابق بين 1949 و-1959 واعتبرت منذ ذلك الحين واحدة من الكنائس الأكثر أهمية في إسبانيا. في 24 يناير 2011، تم رفع الكنيسة إلى كنيسة مكرمة من قبل البابا بنديكتوس السادس عشر، وتم الاحتفال بذلك يوم 2 فبراير الذي صادف ذكرى تطهير مريم لدى الكاثوليك.

## هندسة معمارية
تحتوي الكنيسة على ثلاثة أقسام مفصولة الأعمدة، وترتفع قبتها 25 مترا على شكل مستوحى من المعمار في جزر الكناري السبع. يرتفع برج الجرس 45 متراً وهي السمة الأكثر تميزًا في هذا الحرم الكنسي، ويُمّكن هذا البرج من الرؤية لأميال حول الكنيسة. ويوجد في القاعة الرئيسية رسم لمريم مرتدية لباساً فخماُ ومجوهرات فاخرة، تحمل في يدها شمعة وطفلها يسوع في يدها الآخرى، يؤمها الحجاج بعد القداس المذبح لتقبيل عباءة العذراء. وتحتوي الكنيسة أيضا على مصليات جانبية وقاعة للعروض.
واحدة من هذه المصليات تحتوي على صورة يسوع المصلوب بجودة فنية عالية. وآخر مصلى به لوحة العشاء الأخير ليسوع مع رسله. كما أن بها لوحات رسمت بها ملائكة حسب المعتقد المسيحي. بإمكان الكنيسة استيعاب أكثر من 5,000 شخص. يُشار إلى ان الكنيسة بنيت النمط الكلاسيكي الجديد مع تأثيرات العمارة الشعبية في جزر الكناري.

## الاحتفالات
يتم الحج إلى الكنيسة أيام 2 فبراير و15 أغسطس ويصل الآلاف من الزوار إليها للاحتفال بعيد سيدة كانديلاريا.